# Ludwik Hapel
Ludwik Hapel (ur. 4 stycznia 1955) – polski lekkoatleta, długodystansowiec, mistrz i reprezentant Polski.

## Kariera sportowa
Był zawodnikiem Zagłębia Lubin.
Jego największym sukcesem w karierze było mistrzostwo Polski seniorów w biegu przełajowym na 6 km w 1977. W tym samym roku reprezentował Polskę w czterech meczach międzypaństwowych, w tym w półfinale zawodów Pucharu Europy, gdzie w biegu na 10 000 m zajął 2 miejsce, z czasem 28:50,7.
Rekordy życiowe:
- 5000 m: 13:39,2 (19.06.1977)
- 10 000 m: 28:44,8 (11.06.1978)